# 河上娘
河上娘（かわかみのいらつめ、敏達天皇3年（575年）頃? - 推古天皇25年（618年）頃?）は、崇峻天皇の女御。飛鳥川の川上にいたので河上娘と呼ばれた。蘇我馬子の娘とされる。
東漢駒が崇峻天皇を殺した後に駒が河上娘を奪ったので、駒は馬子に殺されたという。
聖徳太子の妃で、山背大兄王らの生母である刀自古郎女と同一人物とされることもあるが、河上娘を刀自古郎女の姉（または妹）とすることもあり、はっきりしない。